# 7945 Kreisau
7945 Kreisau este un asteroid din centura principală de asteroizi.

## Descriere
7945 Kreisau este un asteroid din centura principală de asteroizi. A fost descoperit pe 13 septembrie 1991 la Tautenburg de Freimut Börngen și Lutz Dieter Schmadel. Asteroidul prezintă o orbită caracterizată de o semiaxă mare de 2,18 ua, o excentricitate de 0,12 și o înclinație de 4,0° în raport cu ecliptica.